# ICS Vortex
Симен Хэстнэс (норв. Simen Hestnæs) родился 4 марта 1974 года в Осло, (Норвегия). Музыкант, певец, чей псевдоним — ICS Vortex (в пер. с англ.  — «вихрь»). Симен Хэстнэс играет на бас-гитаре и поёт чистым вокалом, что нехарактерно для музыкальных групп экстремального метала. Он являлся участником Dimmu Borgir, Arcturus, Borknagar, Lamented Souls.
В группе Dimmu Borgir Симен играл на бас-гитаре и пел в некоторых песнях, создавая более оркестральный и интересный эффект прослушивания. Примеры песен: Progenies of The Great Apocalypse (Death Cult Armageddon), Kings of The Carnival Creation (Puritanical Euphoric Misanthropia), The Sacrilegious Scorn, The Serpentine Offering (In Sorte Diaboli)
В группе Arcturus Симен выступил в роли вокалиста, как и в группе Borknagar.

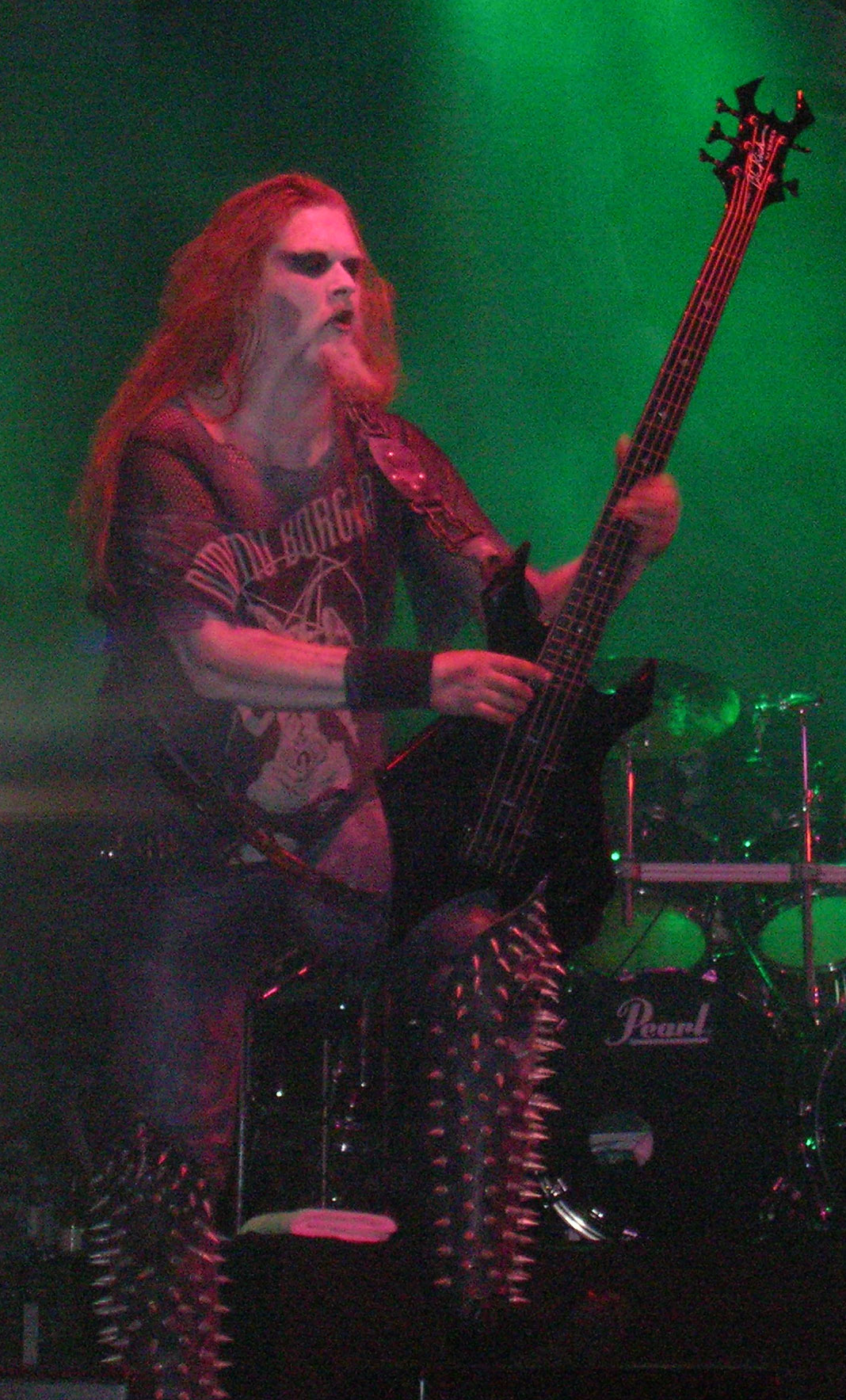
ICS Vortex на концертном выступлении в Швеции, 2005 год

31 августа 2009 года было официально объявлено, что Симен (вместе с клавишником Мустисом) покинул Dimmu Borgir.
11 июня 2010 года Симен вернулся в Borknagar в качестве постоянного участника.

## Дискография

### CDimmu Borgir
1. Spiritual Black Dimensions (1999)
2. Puritanical Euphoric Misanthropia (2001)
3. Death Cult Armageddon (2003)
4. In Sorte Diaboli (2007)

### СBorknagar
1. The Archaic Course  (1998)
2. Quintessence (2000)
3. Universal (2010) Гость
4. Urd (2012)
5. Winter Thrice (2016)
6. True North (2019)

### СArcturus
1. La Masquerade Infernale (1997) Гость
2. Sideshow Symphonies (2005)
3. Shipwrecked in Oslo  (2006)
4. Arcturian (2015) Вокал

### СDagoba
1. What Hell Is About (2006) Гость

### СLamented Souls
1. The Origins Of Misery (2004)

### Соло
1. Storm Seeker (2011)